# Maria Ursula d'Abreu e Lencastro
Maria Úrsula d'Abreu e Lencastro (Rio de Janeiro, 1682 - Goa, ?) foi uma militar portuguesa.
Destacou-se por ser uma das poucas mulheres portuguesas conhecidas por terem servido nas forças armadas do país durante a época colonial.

## Biografia
Em 1700, ano em que completou 18 anos, deixou a casa de seu pai, João d'Abreu d'Oliveira, no Rio de Janeiro, e rumou para Lisboa. A sua ideia era a de viver o que lera sobre a Cavalaria e as Cruzadas, aventuras interditas às mulheres de então. Na capital do Reino, alistou-se como soldado sob o nome de Baltasar do Couto Cardoso e, naquele mesmo ano seguiu, junto com mais duas centenas de soldados, rumo ao Oriente, na luta contra as forças dos Bounsuló.
No Estado Português da Índia participou de diversas campanhas, tendo se destacado na conquista de Amboina, quando foi um dos primeiros soldados a entrar na fortificação.
Após ter se destacado na conquista das ilhas de Corjuém (ver Forte de Corjuem) e de Panelém (1706), foi recompensada com  o posto de cabo na Fortaleza do Morro de Chaul.
Terá sido por essa altura que terá pedido autorização a João V de Portugal para casar-se com um colega de armas, Afonso Teixeira Arrais de Melo, governador do Forte de São João Baptista, em Goa, o que obteve do soberano. Obteve baixa em 12 de maio de 1714.
Afirma-se que, nas cerimónias militares, aparecia ao lado do marido envergando uniforme militar.